# De eindafrekening 2014
De eindafrekening 2014 is de lijst van nummers die het tijdens het jaar 2014 het best hebben gedaan in de Afrekening, de wekelijkse lijst van Studio Brussel. De eindafrekening 2014 werd op 20 december 2014 gepresenteerd door Nelles De Caluwé en Joris Lenaerts op Studio Brussel.
| Positie | Artiest                            | Titel                           |
| ------- | ---------------------------------- | ------------------------------- |
| 1       | Oscar and the Wolf                 | Strange Entity                  |
| 2       | Arctic Monkeys                     | Snap Out of It                  |
| 3       | Dotan                              | Home                            |
| 4       | Hozier                             | Take Me to Church               |
| 5       | Amongster                          | Bright Life                     |
| 6       | Oscar and the Wolf                 | Princes                         |
| 7       | Triggerfinger                      | Perfect Match                   |
| 8       | The Sore Losers                    | Tripper                         |
| 9       | Royal Blood                        | Figure It Out                   |
| 10      | Channel Zero                       | Electronic Cocaine              |
| 11      | The War on Drugs                   | Under The Pressure              |
| 12      | Admiral Freebee                    | Breaking Away                   |
| 13      | Triggerfinger                      | By Absence Of The Sun           |
| 14      | Intergalactic Lovers               | Islands                         |
| 15      | / Magnus ft. Tom Smith             | Singing Man                     |
| 16      | Balthazar                          | Leipzig                         |
| 17      | DAAN                               | The Kid                         |
| 18      | Triggerfinger                      | Off The Rack                    |
| 19      | Bastille                           | Bad Blood                       |
| 20      | Novastar                           | Closer To You                   |
| 21      | Elbow                              | New York Morning                |
| 22      | The War On Drugs                   | Red Eyes                        |
| 23      | / Arsenal ft. Lydmor               | Temul (Lie Low)                 |
| 24      | Admiral Freebee                    | Nothing Else To Do              |
| 25      | The Sore Losers                    | Don't Know Nothing              |
| 26      | George Ezra                        | Budapest                        |
| 27      | Stromae                            | Ta fête                         |
| 28      | / Netsky ft. Beth Ditto            | Running Low                     |
| 29      | Blaudzun                           | Promises Of No Man's Land       |
| 30      | The Strypes                        | Blue Colar Jane                 |
| 31      | Admiral Freebee                    | Walking Wounded                 |
| 32      | Hydrogen Sea                       | Wear Out                        |
| 33      | Bastille                           | Things We Lost in the Fire      |
| 34      | U2                                 | The Miracle (Of Joey Ramone)    |
| 35      | Arsenal                            | Black mountain (beautiful love) |
| 36      | / The Subs ft. Colonel Abrams      | Trapped                         |
| 37      | Queens of the Stone Age            | If I Had A Tail                 |
| 38      | Intergalactic Lovers               | Northern Rd                     |
| 39      | Paolo Nutini                       | Let Me Down Easy                |
| 40      | The Black Keys                     | Fever                           |
| 41      | Arcade Fire                        | We Exist                        |
| 42      | / Coldplay ft. Avicii              | A Sky Full of Stars             |
| 43      | Magnus                             | Puppy                           |
| 44      | U2                                 | Invisible                       |
| 45      | Future Islands                     | Seasons (Waiting On You)        |
| 46      | / Daft Punk ft. Julian Casablancas | Instant Crush                   |
| 47      | Alt-J                              | Every Other Freckle             |
| 48      | Gabriel Rios                       | Skip The Intro                  |
| 49      | Clement Peerens Explosition        | Boormachien                     |
| 50      | Foo Fighters                       | Something From Nothing          |

1985 · 1986 · 1987 · 1988 · 1989 · 1990 · 1991 · 1992 · 1993 · 1994 · 1995 · 1996 · 1997 · 1998 · 1999 · 2000 · 2001 · 2002 · 2003 · 2004 · 2005 · 2006 · 2007 · 2008 · 2009 · 2010 · 2011 · 2012 · 2013 · 2014